# Follow-on
Follow-on – jedna z zasad krykieta.  Jeżeli w meczu testowym, pierwszej klasy lub ligowym drużyna odbijająca jako druga zdobędzie mniej niż określoną liczbę runów, to kapitan drużyny pierwszej może wybrać opcję zmuszenia drugiej drużyny do natychmiastowego ponownego odbijania. Regułę tę wprowadzono, aby drużyna wyraźnie lepsza po pierwszej kolejce odbić nie musiała w drugiej, znów odbijając jako pierwsza, zwiększać niepotrzebnie swojej przewagi i czekać na odpowiedź drużyny słabszej, która prawdopodobnie i tak nie odrobi strat. Zamiast tego pozwala się najpierw zdobywać punkty drużynie słabszej, na której wynik (zazwyczaj niski i łatwy do pobicia) odpowiada drużyna silniejsza. Follow-on w praktyce skraca także czas zawodów.    
Jeżeli normalnie drużyny odbijają na przemian – A, B, A, B to w przypadku użycia zasady follow-on wygląda to następująco – A, B, B, ewentualnie ponownie A.  Drużyna "A" zmuszona jest do ponownego odbijania tylko wtedy, jeżeli drużyna "B" łącznie w obu innings zdobędzie więcej punktów niż drużyna "A" w swoim pierwszym innings.
Aby zasada follow-on mogła być zastosowana, drużyna odbijająca jako druga musi zdobyć o 200 runów mniej niż drużyna odbijająca jako pierwsza (w meczu 5-dniowym) lub o 150 runów mniej (w meczu cztero- lub trzydniowym).
Zasady follow-on określone są w przepisie 13 Międzynarodowych Przepisów Krykieta.